# Podravlje
Podravlje – wieś (przedmieście) w Chorwacji, w żupanii osijecko-barańskiej, w mieście Osijek. W 2011 roku liczyła 357 mieszkańców.